# João de Castilho

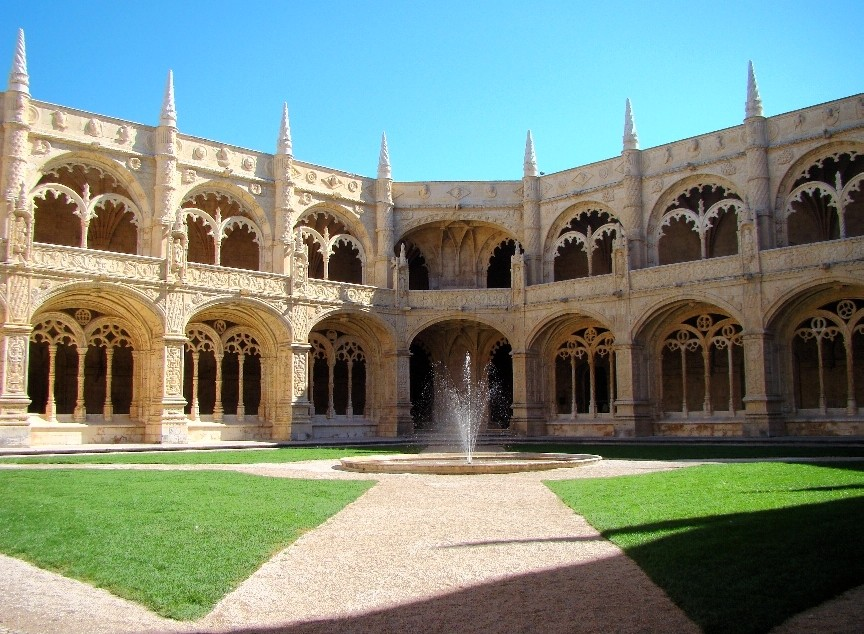
Chiostro - Monastero dos Jerónimos

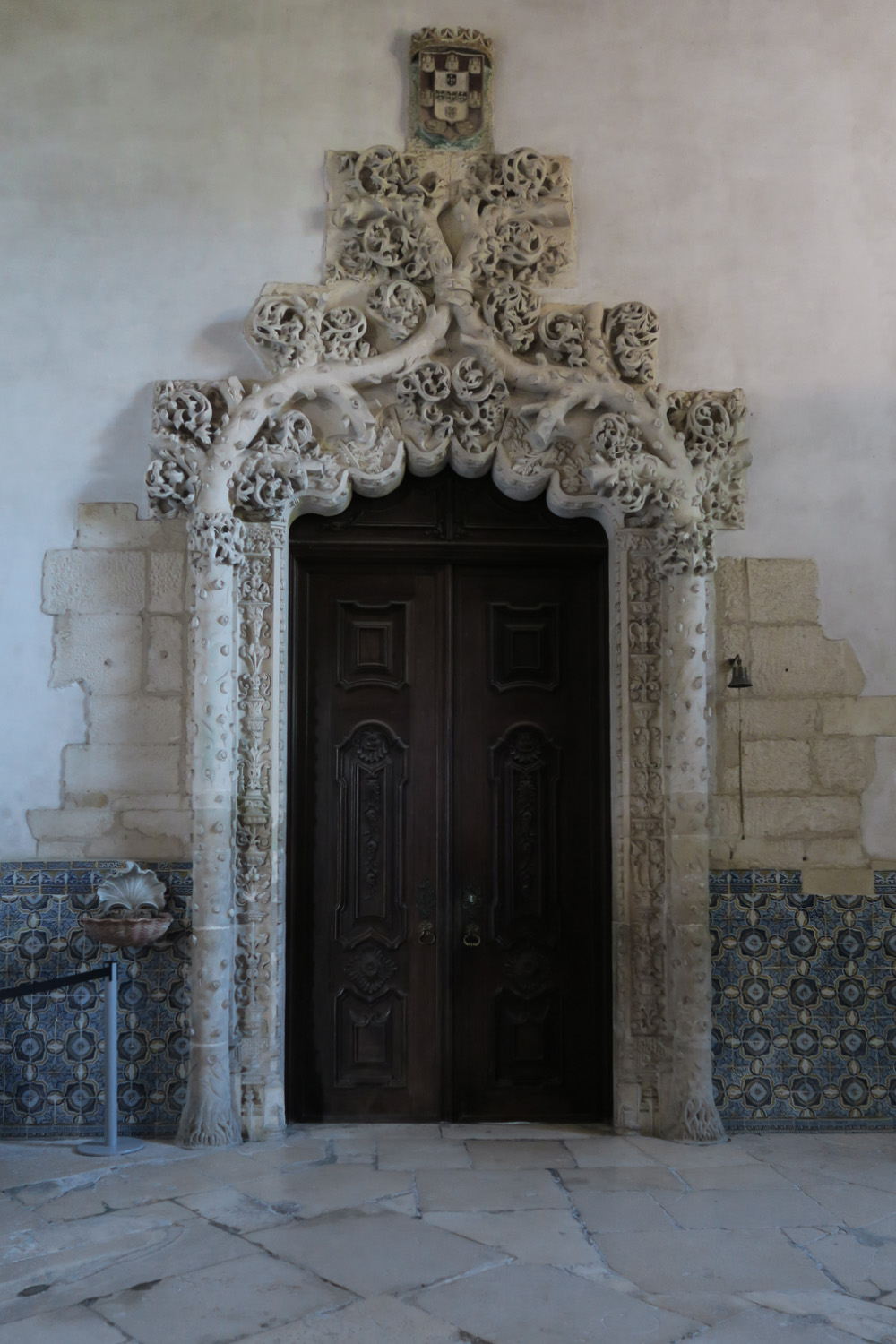
Portale della Sagrestia, Monastero di Alcobaça

João de Castilho o Juan de Castillo (Castillo Siete Villas, 17 novembre 1470 – Tomar, 30 ottobre 1553) è stato un architetto spagnolo naturalizzato portoghese, considerato uno dei più importanti del Rinascimento europeo.

## Biografia
Originario della Cantabria (antico regno di Castiglia, oggi in Spagna), secondo alcune fonti era il figlio di Diego Sanchez Castillo e di sua moglie, Maria D. Zorella (Zorilla o Zurilla); invece secondo Pedro Dias, suo padre sarebbe stato l'Abate di Liérganes.
La sua formazione culturale seguì, dopo gli studi regolari nella città di origine, dapprima un periodo di studi in Galizia e poi un soggiorno italiano a Napoli.
I suoi primi passi li mosse in Spagna per la cattedrale di Burgos e per quella di Siviglia. Intorno al 1507 fu impegnato nella costruzione della cattedrale di Braga.
Una volta rientrato in Portogallo, incominciò da Viseu la sua attività di architetto nel suo paese e già nel 1517 si trasferì presso Lisbona nel Monastero dos Jerónimos per lavori di ristrutturazione della chiesa, eseguiti in collaborazione con il suo collega francese Diogo Boytac. In questa opera, Castilho, si distinse per la concezione innovativa di copertura della struttura, che rese l'edificio uno dei più interessanti del suo tempo in Portogallo, oltre che per il chiostro e la sacristia.
Nel 1519 venne convocato per eseguire i lavori del convento di Cristo a Tomar, della sagrestia e della biblioteca di Alcobaça.
Dieci anni dopo, per incarico del re João III, diresse i lavori di Batalha, tra i quali si ricorda la loggia della cappella.
Si occupò anche di architettura civile, come ad esempio nel 1541 la fortificazione della Villa portuguesa di Mazagán.
In tutti i suoi lavori evidenziò uno stile emergente che venne definito manuelino, frutto di una mescolanza di caratteri rinascimentali italiani e di elementi decorativi indiani e musulmani, inserita in una base stilistica gotica iberica.
Famoso già tra i suoi contemporanei, João de Castilho ha lasciato in eredità una vasta gamma di edifici che hanno caratterizzato il panorama architettonico portoghese del suo tempo. Castilho fu prolifico e influente, diedi un contributo multiforme, di grande importanza, nelle principali opere manueline e rinascimentali.
Dai suoi primi lavori, che si contraddistinsero per soluzioni formali e strutturali del tardo gotico, sarebbe rapidamente entrato in sintonia con la grammatica e con lo spirito decorativo dello stile manuelino emergente, interpretandolo con una certa originalità e gusto personale. 
Assieme a lui collaborò spesso il fratello Doigo (1573-1575), che si distinse per i lavori al palazzo di Coimbra assieme all'architetto Marco Pires, ed in quelli per il portale del convento di Santa Cruz.

## Galleria d'immagini

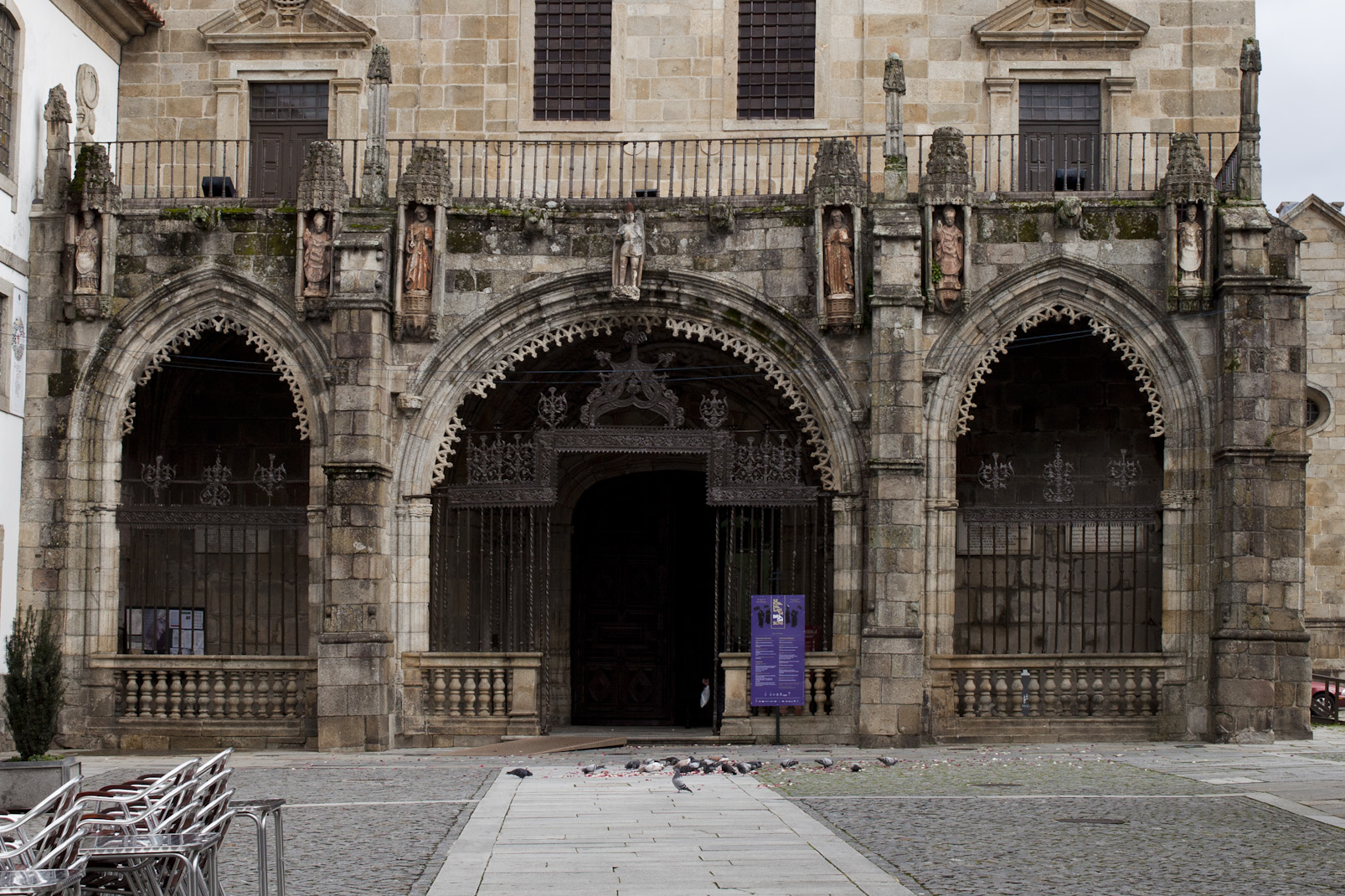
Galilé, facciata della Cattedrale di Braga
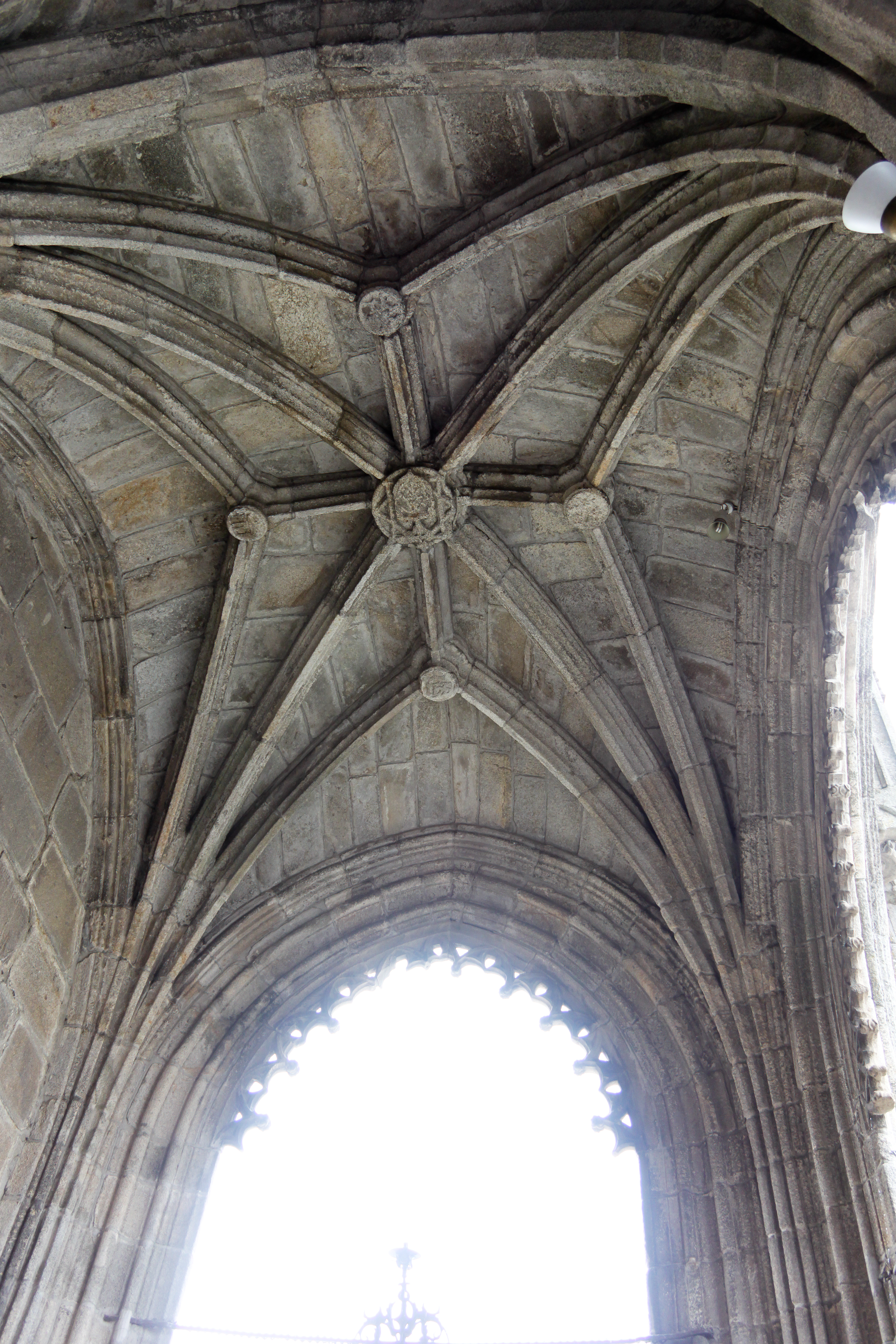
Galilé, facciata della Cattedrale di Braga
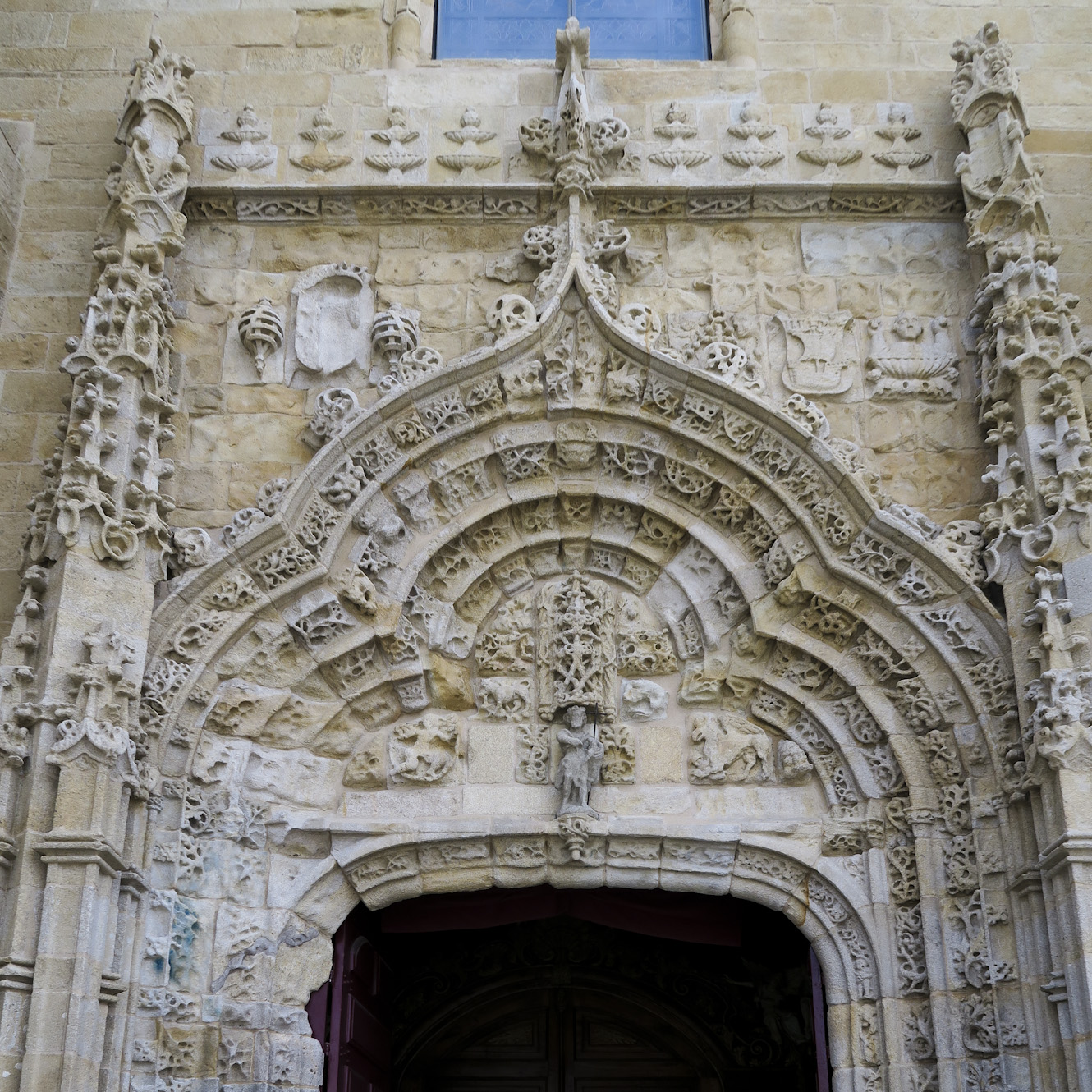
Portale della chiesa madre di Vila do Conde
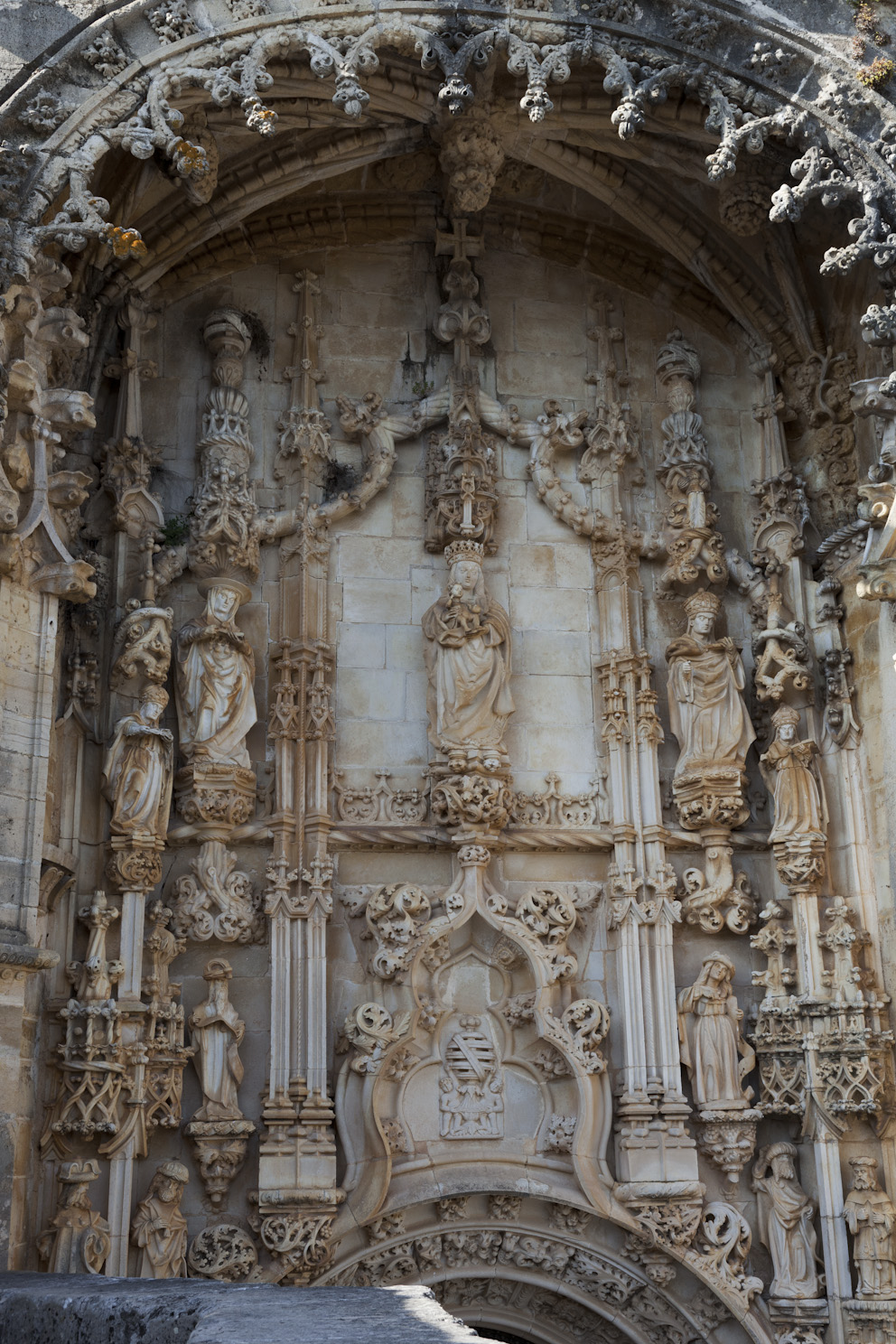
Portale del Convento di Cristo
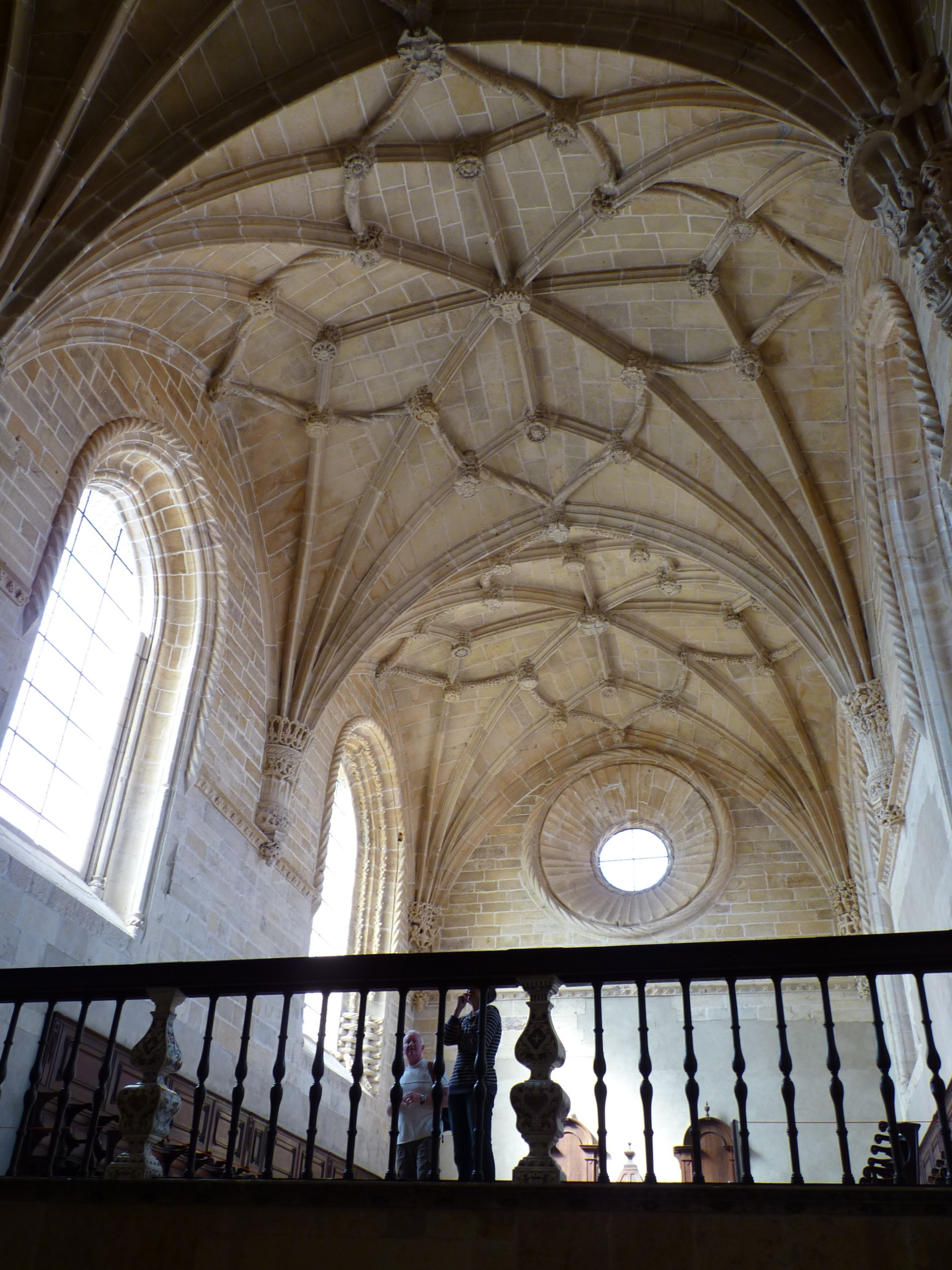
Volta della chiesa / coro, Convento di Cristo

## Patrimonio UNESCO
Alcune delle opere di Juan de Castillo rientrano nel Patrimonio Culturale dell'umanità dell'UNESCO:
- Convento di Cristo, a Tomar.
- Monastero dos Jerónimos, a Lisbona.
- Villa portoghese di Mazagán, a El Jadida
- Monasterio di Batalha
- Monasterio di Alcobaça